# 95 тез

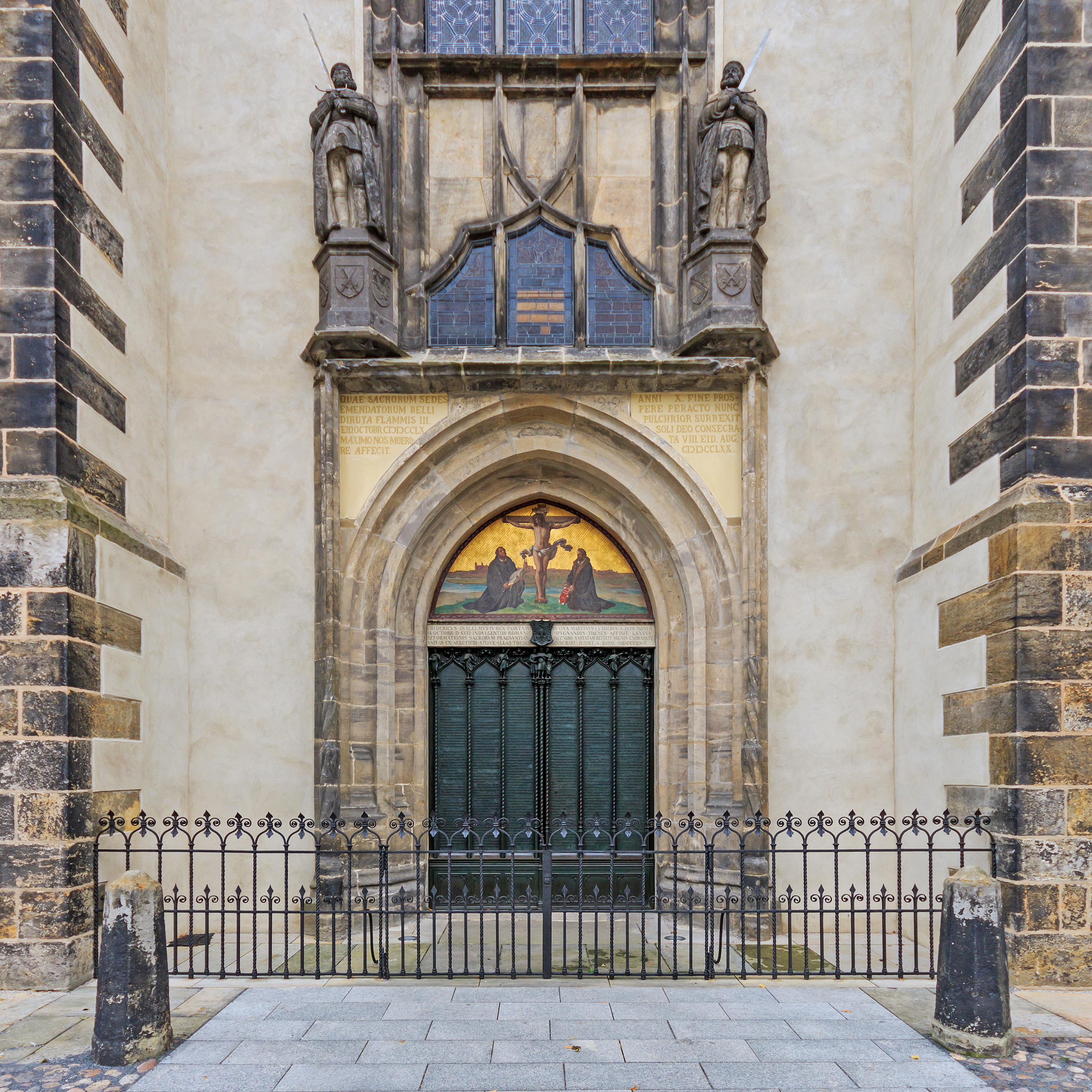
Церковна брама з тезами Лютера, Замкова церква, Віттенберг

95 тез (лат. Disputatio pro declaratione virtutis indulgentiarum, перший німецький переклад — нім. Propositiones wider das Ablas, тобто «Пропозиції проти індульгенцій») — твір Мартіна Лютера, написаний латиною, про зловживання індульгенціями та про торгівлю ними. 31 жовтня 1517 року тези були надіслані як додаток до листа архієпископу Майнцькому та Магдебурзькому Альбрехту Бранденбурзькому. Оскільки Альбрехт Бранденбурзький залишив лист Лютера без відповіді, Мартін Лютер передав тези кільком своїм знайомим, які без відома автора невдовзі їх опублікували. Після публікації 95 тез стали предметом широкої дискусії в усій країні.
Історичність легенди, за якою Мартін Лютер 31 жовтня 1517 року прибив таблицю зі своїми тезами до дверей Замкової церкви в місті Віттенбергу залишається спірною.

## Зміст
Документ написано латиною в стилі диспутаційних тез, жанру, що був характерним для тогочасної процедури захисту докторських дисертацій. Відштовхуючись від слів Ісуса «Спокутуйте гріхи» (Єв.від Матвія 4, 17), Лютер виступає проти залякування віруючих чистилищем, яке пропагувала тодішня католицька церква. Починаючи з тези № 21 Лютер переходить до центральної теми своєї критики католицької церкви — торгівлі індульгенціями. Він називає відпущення гріхів через продаж індульгенцій — добрим заробітком (№ 67), але вважає, що таким чином не може бути відпущений жоден, навіть найменший гріх (№ 76). Після тези № 81 Лютер ставить низку риторичних питань про стан церкви. Наприклад, теза 86: «Чому папа, який сьогодні є багатшим за найбагатшого Креза, не побудує принаймні Собор Святого Петра за власні гроші, а не за гроші жебраків?» Твір Лютера закінчується закликом до християн, «щоб вони виявили старанність, йдучи за своїм Главою, Христом, через Хрест, Смерть та Пекло й що вони скорше багатьма скорботами увійдуть в Царство Небесне, ніж досягнуть спокою завдяки хибним запевненням священиків».
У перших семи тезах Лютер стверджує, що покаяння, до якого закликає Ісус Христос, відбувається не в акті таїнства, але триває все життя християнина і закінчується воно тільки з входженням в Царство Небесне (4 теза). Істинне відпущення гріхів робить не римський папа, а сам Бог (6 теза).
У наступних десяти тезах Лютер критикує католицький догмат про чистилище, яке немов стирає значення смерті (15 теза).
У тезах 21-52 Лютер доводить недійсність індульгенцій, бо лише Бог (вірніше Його волевиявлення) відає нашим порятунком (28 теза — основа монергізму. Крім того, купивши індульгенцію, грішник не має гарантій, що він дійсно врятований (30 теза). Мета індульгенцій знаходить не купівлею відпускних грамоти, а щирим каяттям (принцип Sola fide).
У наступних 20 тезах Лютер стверджує пріоритет Слова Божого (лат. Verbum dei) і Євангелія над індульгенціями (55 теза). «Істинний скарб Церкви, — пише він в 62 пункті, — це пресвяте Євангеліє про славу і благодать Бога (лат. Verus thesaurus ecclesiae est sacrosanctum evangelium gloriae et gratiae dei)», яке Бог явив на хресті (68 теза). Цим закладається принцип Sola scriptura.
В останніх 20 тезах Лютер стверджує, що у Папи Римського немає ніяких особливих прав відпускати гріхи (75 теза). В іншому випадку, чому він досі не відпустив всім гріхи? (82 теза)
Лютер також не вважає будівництво храму св. Петра виправданням для індульгенцій (86 теза).
У висновку він закладає основи теології хреста, згідно з якою на небо слід входити не грошима, а скорботами (94-95 тези).

## Значення
Публікація 95 тез Лютера була однією з визначних подій Нової історії, довготривалі наслідки якої годі було уявити й самому автору тез. Нараз стало очевидно, що католицька церква вже давно потребує реформування. Тези, спершу задумані, як дискусійний матеріал для теологів, швидко стали відомі серед широких кіл й передруковувалися у вигляді листівок. Місцеві священики спершу вагалися з осудом позиції Лютера, який продовжував публічне обговорення заторкнутих ним проблем. Історичною подією став його диспут 1519 року в Лейпцизі. Та врешті 1520 року папа Лев X випустив буллу «Exsurge Domine», в якій засудив тези Лютера. Замість сподіваної дискусії про шляхи реформування церкви автор тез дочекався процесу, на якому його звинуватили в єресі, а згодом і покарали відлученням від церкви.
Пряма критика Лютера інституту папства у наступні роки й десятиліття стала підґрунтям до широкого емансипаторського, реформаційного руху, який завершився схизмою, тобто розколом західної церкви на католицтво й протестантизм.